# Поледурис, Бэзил
Бэ́зил Поледу́рис (англ. Basil Poledouris, греч. Βασίλης Κωνσταντίνος Πολυδούρης; 21 августа 1945, Канзас-Сити, Миссури, США — 8 ноября 2006, Лос-Анджелес, Калифорния, США) — американский кинокомпозитор.

## Биография
Родился в Канзас-Сити, штат Миссури. На Бэзила оказали влияние два музыкальных стиля: музыка композитора Миклоша Рожа и его греческое православное наследие. Бэзил, по сути, вырос в церкви: он очень часто присутствовал на службах, очарованный звучанием хора. В возрасте семи лет он начал учиться играть на фортепиано, после школы он поступил в Южно-Калифорнийский университет для дальнейшего изучения музыки и производства фильмов. Несколько короткометражных фильмов, в создании которых он принял участие, до сих пор хранятся в архивах университета. Там же он встретил режиссёров Джона Милиуса и Рэндала Клайзера, с которыми впоследствии будет сотрудничать. В 1985 году Поледурис написал музыку к фильму «Плоть и кровь» для нидерландского режиссёра Пола Верховена, что послужило началом ещё одного дальнейшего сотрудничества при производстве фильмов.
Поледурис прославился своим мощным эпическим стилем оркестровых композиций и сложным тематическим оформлением, он привлёк к себе внимание работой над фильмами «Голубая лагуна» (1980, реж. Р. Клайзер), «Конан-варвар» (1982, реж. Дж. Милиус), «Конан-разрушитель» (1984), «Красный рассвет» (1984, реж. Дж. Милиус), «Робокоп» (1987, реж. П. Верховен), «Охота за „Красным октябрём“» (1990), «Освободите Вилли» (1993) и его первым сиквелом, «Звёздный десант» (1997, реж. П. Верховен) и «Ради любви к игре» (1999).
Студия композитора, «Blowtorch Flats», расположена в Венеции, штат Калифорния, и является профессиональным центром, специализирующимся на кино- и медиапроизводстве.
Поледурис женился в 1969. У него две дочери — Зои и Алексис. Его старшая дочь, Зои Поледурис, сама является актрисой и композитором, при этом она время от времени сотрудничала с отцом при написании саундтреков к фильмам.
Саундтрек Бэзила к фильму «Конан-варвар» считается, по мнению многих критиков, одним из лучших примеров написания музыки к кинофильмам.
В 1996 Поледурис написал композицию «Традиция игр» для церемонии открытия Летних Олимпийских игр в Атланте, которая сопровождалась танцами в честь атлетов и древнегреческой богини удачи.
Последние годы жизни Поледурис провёл на острове Вашон (англ. Vashon Island), штат Вашингтон. Умер 8 ноября 2006 года от рака в Лос-Анджелесе, когда ему был 61 год.

## Фильмография

### Кинофильмы
- «Человек, который смотрит» (1973)
- Tintorera (1977)
- «Большая среда» / Big Wednesday (1978)
- The House of God (1980)
- «Голубая лагуна» / The Blue Lagoon (1980)
- Summer Lovers (1982)
- «Конан-варвар» / Conan the Barbarian (1982)
- Красный рассвет (1984)
- «Протокол» / Protocol (1984)
- «Конан-разрушитель» / Conan the Destroyer (1984)
- Making the Grade (1984)
- «Плоть и кровь» / Flesh & Blood (1985)
- «Железный орёл» / Iron Eagle (1986)
- «Черри-2000» / Cherry 2000 (1987)
- «Нейтральная полоса» / No Man’s Land (1987)
- «Робот-полицейский» / RoboCop (1987)
- Split Decisions (1988)
- «Служители дьявола» / Spellbinder (1988)
- «Прощание с королём» / Farewell to the King (1989)
- Wired (1989)
- «Куигли в Австралии» / Quigley Down Under (1990)
- «Охота за „Красным октябрём“» / The Hunt for Red October (1990)
- «Полёт „Интрудера“» / Flight of the Intruder (1991)
- «Белый Клык» / White Fang (1991)
- «Возвращение в Голубую лагуну» / Return to the Blue Lagoon (1991)
- «Харли Дэвидсон и Ковбой Мальборо» / Harley Davidson and the Marlboro Man (1991)
- «Ветер» / Wind (1992)
- «Робот-полицейский 3» / Robocop 3 (1993)
- «Горячие головы! Часть вторая» / Hot Shots! Part Deux (1993)
- «Освободите Вилли» / Free Willy (1993)
- «В смертельной зоне» («В смертельной опасности»)/ On Deadly Ground (1994)
- «Мамочка — убийца-маньячка» / Serial Mom (1994)
- «Лесси» / Lassie (1994)
- «Книга джунглей» / The Jungle Book (1994)
- «Освободите Вилли 2» / Free Willy 2 (1995)
- «В осаде 2: Тёмная территория» / Under Siege 2 (1995)
- It’s My Party (1996)
- Celtic Pride (1996)
- Amanda (1996)
- «Война в доме» / The War at Home (1996)
- «Крутые виражи» / Switchback (1997)
- «Авария» / Breakdown (1997)
- «Звёздный десант» / Starship Troopers (1997)
- «Отверженные» / Les Miserables (1998)
- Kimberly (1999)
- «Ради любви к игре» / For Love of the Game (1999)
- «Голубоглазый Микки» / Mickey Blue Eyes (1999)
- Cecil B. DeMented (2000)
- «Крокодил Данди в Лос-Анджелесе» / Crocodile Dundee in Los Angeles (2001)
- The Touch (2002)
- The Legend of Butch and Sundance (2003)

### Мини-сериалы
- Amerika (14-hour mini-series) (1987)
- Lonesome Dove (8-hour mini-series) (1989) (Emmy Award Winner for Best Score)
- Zoya (4-hour mini-series) (theme) (1995)

### Телефильмы
- Congratulations, It's a Boy (1971)
- Three for the Road (1974)
- Hollywood 90028 (1979)
- Dolphin (1979)
- A Whale for the Killing (1981)
- Fire on the Mountain (1981)
- Amazons (1984)
- Single Women, Single Bars (1984)
- Alfred Hitchcock Presents (pilot) (1985)
- Misfits of Science (pilot) (1986)
- The Twilight Zone: «Profile in Silver» (1986)
- The Twilight Zone: «Monsters» (1986)
- The Twilight Zone: «A Message from Charity» (1986)
- Prison for Children (1987)
- Island Sons (pilot) (1987)
- Intrigue (pilot) (1988)
- L.A. Takedown (pilot) (1989)
- Nasty Boys (pilot) (1989)
- Nasty Boys: «Lone Justice» (1990)
- Life & Times of Ned Blessing (pilot) (1991)
- If These Walls Could Talk II (2000)
- Love and Treason (2001)

### Другие работы
- Летние Олимпийские игры в Атланте 1996 (Церемония открытия)[8]
- Conan Sword & Sorcery Spectacular (Universal Studios' live stage show)
- American Journeys (A Circle-Vision 360° film at Диснейленд and Magic Kingdom)
- Flyers (IMAX)
- Behold Hawaii (IMAX)